# Aplastodiscus eugenioi
Aplastodiscus eugenioi é uma espécie de anfíbio da família Hylidae. Endêmica do Brasil, pode ser encontrada na Serra do Mar nos estados de São Paulo e Rio de Janeiro.